# Lorenz Szladits
Lorenz Szladits (* 10. November 2006 in Wien) ist ein österreichischer Fußballspieler.

## Karriere

### Verein
Szladits begann seine Karriere beim FC Stadlau. Im September 2013 wechselte er in die Jugend des SK Rapid Wien. Bei Rapid durchlief er ab der Saison 2020/21 auch sämtliche Altersstufen in der Akademie.
Zur Saison 2023/24 rückte er in den Kader der Amateure. Mit diesen stieg er zu Saisonende in die 2. Liga auf, in jener Spielzeit kam er aber nicht zum Einsatz. Nach dem Aufstieg debütierte er anschließend im August 2024 in der 2. Liga für Rapid II, als er am zweiten Spieltag der Saison 2024/25 gegen den SK Sturm Graz II in der 84. Minute für Nicolas Bajlicz eingewechselt wurde. Im Februar 2025 verlängerte Szladits seinen Vertrag vorzeitig um zwei weitere Jahre bis Sommer 2027.

### Nationalmannschaft
Im September 2022 debütierte Szladits gegen Dänemark im österreichischen U-17-Team. Im September 2023 folgte gegen Saudi-Arabien sein Debüt in der U-18-Mannschaft.